# Mosaico de Zlitene

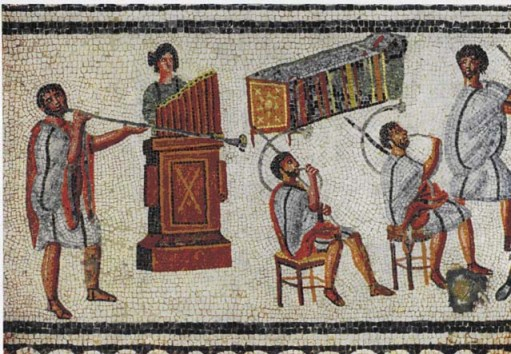
Mosaico de Zlitene

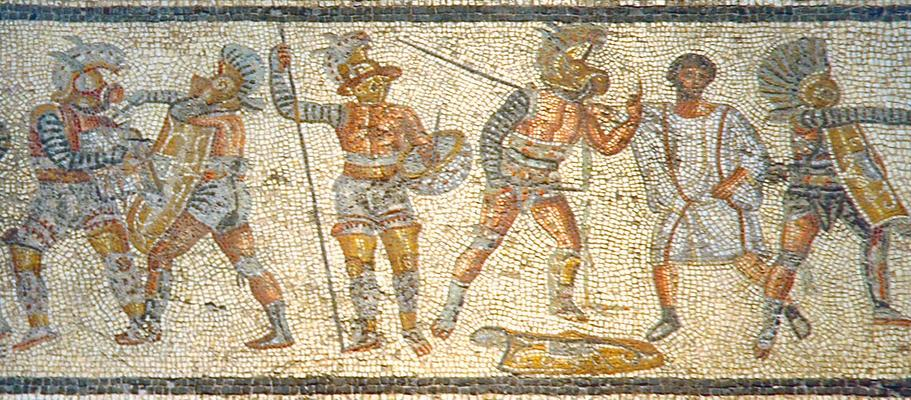
Imagem de gladiadores no Mosaico de Zlitene

O Mosaico de Zlitene é um mosaico romano do século II, descoberto na cidade de Zlitene, na Líbia, na costa leste de Léptis Magna. O mosaico foi descoberto pelo arqueologista italiano Salvatore Aurigemma, em Outubro de 1913, e encontra-se exposto no Museu Arqueológico de Tripoli. O mosaico mostra cenas de lutas entre gladiadores, caça a animais e imagens do quotidiano.